# Escualosa
Escualosa — рід риб родини оселедцевих (Clupeidae). Рід містить два описані види.

## Види
- Escualosa elongata Wongratana, 1983
- Escualosa thoracata (Valenciennes, 1847)